# Newport (Kentucky)
Newport è una città degli Stati Uniti d'America, nella contea di Campbell, nello Stato del Kentucky.
A Newport si trova la Millennium Bell, seconda campana del mondo, montata a sistema oscillante, che è stata inaugurata la notte del 1º gennaio dell'anno 2000. Suona un La1 e pesa 33 385 kg.